# Loi des gaz parfaits

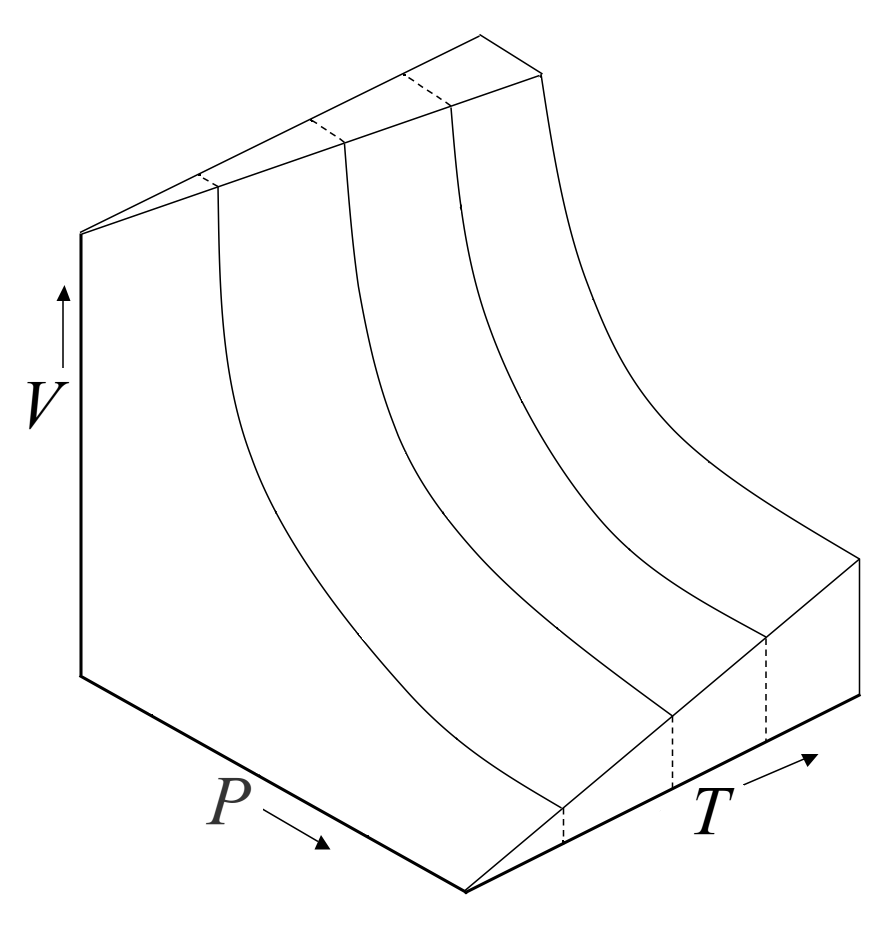
Isothermes d'un gaz parfait (diagramme (P,V,T)). La relation entre la pression P et le volume V est hyperbolique.

En physique, et plus particulièrement en thermodynamique, la loi des gaz parfaits, ou équation des gaz parfaits, est l'équation d'état applicable aux gaz parfaits. Elle a été établie en 1834 par Émile Clapeyron par combinaison de plusieurs lois des gaz établies antérieurement.
Son expression est :
avec :
- {\displaystyle P} la pression ;
- {\displaystyle V} le volume du gaz ;
- {\displaystyle n} la quantité de matière ;
- {\displaystyle R} la constante universelle des gaz parfaits ;
- {\displaystyle T} la température absolue.

Elle exprime que, toutes choses étant égales par ailleurs, la température d'un gaz dépend proportionnellement de sa pression. Elle exprime également que (toujours toutes choses étant constantes par ailleurs) on peut faire varier la température d'un gaz par sa détente ou sa compression.

## Historique
Les premières lois physiques fondamentales relatives aux gaz sont énoncées entre le milieu du XVIIe siècle et le milieu du XVIIIe siècle, lorsque des savants constatent que certaines relations entre pression, volume et température demeurent vérifiées indépendamment de la nature du gaz. Les lois des gaz décrivent le comportement des gaz lorsqu'on maintient constant l'une des variables d'état volume, pression et température, et que l'on étudie comment les deux autres variables changent l'une en fonction de l'autre. Ces lois ne sont toutefois applicables qu'à des pressions modérées (moins de 10 atm), pour des gaz dits « parfaits ». La loi des gaz parfaits résume ces diverses lois en une seule formule : l'équation d'état des gaz parfaits,,.
En 1824, Sadi Carnot combine deux des lois précédentes, celle de Boyle-Mariotte et celle de Gay-Lussac, en une loi unique qu'il écrit, : {\displaystyle Pv=c\cdot \left(267+t\right)}. {\displaystyle 267} est une approximation de l'inverse du coefficient de compressibilité précédemment
mesuré par Gay-Lussac,. En 1834, Émile Clapeyron reprend les travaux de Carnot et, combinant les deux mêmes lois, écrit, : {\displaystyle Pv=R_{s}\cdot \left(267+t\right)}, où {\displaystyle v} est le volume massique, {\displaystyle t} la température en degrés Celsius et 267 une valeur expérimentale. La constante {\displaystyle R_{s}} est la constante spécifique du gaz parfait, propre à chaque gaz, exprimée en J K−1 kg−1. En 1850, Rudolf Clausius, en s'appuyant sur des données de Victor Regnault, réécrit la loi selon : {\displaystyle Pv=R_{s}\cdot \left(273+t\right)}. En 1856 et 1857, August Krönig et Clausius obtiennent la loi dans le cadre de la théorie cinétique des gaz,,. En 1864, Clausius introduit la température absolue {\displaystyle T} et écrit : {\displaystyle Pv=R_{s}T}. En 1873, August Horstmann écrit la loi en utilisant le volume molaire au lieu du volume massique. La constante {\displaystyle R} cesse alors d'être variable d'un gaz à l'autre et devient une constante universelle,,.
Actuellement, à l'inverse, la loi des gaz parfaits est déduite de la théorie cinétique des gaz. Celle-ci est fondée sur un modèle de gaz idéal dont les particules constitutives (atomes ou molécules) sont réduites à des points matériels n'ayant entre eux d'autre relation que des chocs parfaitement élastiques. Les autres lois sont alors des conséquences de la loi des gaz parfaits.

## Loi des gaz parfaits

### Énoncé général
La loi des gaz parfaits, ou équation des gaz parfaits, s'écrit :
| Loi des gaz parfaits : {\displaystyle PV=nRT} |

avec :
- {\displaystyle P} la pression (Pa) ;
- {\displaystyle V} le volume du gaz (m3) ;
- {\displaystyle n} la quantité de matière (mol) ;
- {\displaystyle R} la constante universelle des gaz parfaits ;
- {\displaystyle T} la température absolue (K).

Une formulation équivalente est donnée par :
{\displaystyle PV=Nk_{\text{B}}T}
avec :
- {\displaystyle k_{\text{B}}} la constante de Boltzmann ;
- {\displaystyle N} est le nombre de particules.

Les relations suivantes permettent de passer d'une forme à une autre :
{\displaystyle N=n\cdot N_{\text{A}}}
{\displaystyle R=N_{\text{A}}\cdot k_{\text{B}}}
avec {\displaystyle N_{\text{A}}} le nombre d'Avogadro.
D'autre part, si le gaz parfait est composé de {\displaystyle k} espèces différentes, chaque espèce {\displaystyle i} étant représentée par une quantité {\displaystyle n_{i}}, alors la loi des gaz parfaits s'écrit plus généralement :
La loi des gaz parfaits n'est exacte que pour les gaz pour lesquels les effets des diverses interactions moléculaires sont négligeables (voir gaz réel). Les gaz rares, néon, argon, xénon répondent à cette loi. Les molécules diatomiques telles que l'hydrogène, l'azote ou l'oxygène en dévient peu. La loi s'applique mal aux molécules plus lourdes, comme le butane. Cependant, cette loi constitue une bonne approximation des propriétés de la plupart des gaz réels sous pression (moins de 10 atm) et température modérées.

### Énoncé en météorologie
La forme de la loi des gaz parfaits utilisée en météorologie est la suivante,, :
avec :
- {\displaystyle P} la pression atmosphérique ;
- {\displaystyle \rho _{\text{air}}} la masse volumique de l'air humide ;
- {\displaystyle R_{s}} la constante spécifique de l'air sec, 287 J K−1 kg−1 ;
- {\displaystyle T_{v}} la température virtuelle (température de l'air sec ayant la même masse volumique à la même pression que l'air humide).

On a {\displaystyle R_{s}={R \over M}} avec {\displaystyle M} la masse molaire de l'air sec (28,965 g mol−1). La masse volumique de l'air vaut {\displaystyle \rho _{\text{air}}={m \over V}}, avec {\displaystyle m} la masse d'air dans le volume {\displaystyle V}. La masse molaire de l'air est liée à la masse de gaz et à sa quantité de matière {\displaystyle n} correspondante par {\displaystyle M={m \over n}}. Ainsi, à partir de la loi des gaz parfaits {\displaystyle PV=nRT} :
{\displaystyle P={1 \over V}\cdot n\cdot R\cdot T={1 \over V}\cdot {m \over M}\cdot R\cdot T={m \over V}\cdot {R \over M}\cdot T=\rho _{\text{air}}R_{s}T}
La formule ainsi établie ne vaut que pour l'air sec. Pour l'air humide à la même pression {\displaystyle P} ayant la même masse volumique {\displaystyle \rho _{\text{air}}} que l'air sec, la température {\displaystyle T} est remplacée par la température virtuelle {\displaystyle T_{v}}.

## Lois composant la loi des gaz parfaits

### Loi de Boyle-Mariotte
La loi de Boyle-Mariotte est souvent appelée « loi de Boyle » par les anglophones, « loi de Mariotte » ou « loi de Boyle-Mariotte » par les francophones. Elle fut établie en 1662 par Robert Boyle et confirmée en 1676 par l'abbé Edmé Mariotte[réf. nécessaire].
La loi de Boyle-Mariotte spécifie qu'à température constante, la pression est inversement proportionnelle au volume et réciproquement. On met expérimentalement cette loi en évidence à l'aide d'un récipient hermétique de volume variable équipé d'un manomètre. Lorsqu'on réduit le volume, en veillant à ce que la température demeure constante, la pression augmente en proportion inverse, et le coefficient de proportionnalité est le même quel que soit le gaz utilisé. 
Si le gaz contenu dans le récipient passe de l'état 1 ({\displaystyle P_{1}}, {\displaystyle V_{1}}) à l'état 2 ({\displaystyle P_{2}}, {\displaystyle V_{2}}) :
{\displaystyle P_{1}V_{1}=P_{2}V_{2}=f(T,n)}
où {\displaystyle P} est la pression, {\displaystyle V} le volume de gaz et {\displaystyle f(T,n)} dépend de la température {\displaystyle T} et de la quantité de matière {\displaystyle n}, constantes entre les états 1 et 2.

### Loi de Charles
Quand la pression d'un gaz reste constante, le volume d'une quantité donnée d'un gaz varie proportionnellement à la température absolue. Si le gaz contenu dans le récipient passe de l'état 1 ({\displaystyle V_{1}}, {\displaystyle T_{1}}) à l'état 2 ({\displaystyle V_{2}}, {\displaystyle T_{2}}) :
{\displaystyle {\frac {V_{1}}{T_{1}}}={\frac {V_{2}}{T_{2}}}=f(P,n)}
où {\displaystyle f(P,n)} dépend de la pression {\displaystyle P} et de la quantité de matière {\displaystyle n}, constantes entre les états 1 et 2.
La température {\displaystyle T} est mesurée dans une échelle absolue qui a son origine au zéro absolu. Dans le système SI, elle est mesurée en kelvins.

### Loi de Gay-Lussac
Si le volume reste constant, la pression d'une quantité donnée d'un gaz varie proportionnellement à la température absolue. Si le gaz contenu dans le récipient passe de l'état 1 ({\displaystyle P_{1}}, {\displaystyle T_{1}}) à l'état 2 ({\displaystyle P_{2}}, {\displaystyle T_{2}}) :
{\displaystyle {\frac {P_{1}}{T_{1}}}={\frac {P_{2}}{T_{2}}}=f(V,n)}
où {\displaystyle f(V,n)} dépend du volume {\displaystyle V} et de la quantité de matière {\displaystyle n}, constants entre les états 1 et 2.
La température {\displaystyle T} est mesurée dans une échelle absolue qui a son origine au zéro absolu. Dans le système SI, elle est mesurée en kelvins.

### Loi d'Avogadro
La loi d'Avogadro, appelée aussi en France « loi d'Avogadro-Ampère », spécifie que des volumes égaux de gaz parfaits différents, aux mêmes conditions de température et de pression, contiennent le même nombre de molécules, autrement dit qu'à pression et température données, les gaz parfaits ont tous le même volume molaire.
La relation entre nombre de particules et volume, à pression et température constante, est donnée par :
{\displaystyle {\frac {V_{1}}{n_{1}}}={\frac {V_{2}}{n_{2}}}=f(P,T)}
où {\displaystyle n} est la quantité de matière, et où {\displaystyle f(P,T)} dépend de la pression et de la température, constantes entre les états 1 et 2.
L'énoncé d'Avogadro a été formulé simultanément et indépendamment par Avogadro et Ampère en 1811. 
Cette loi n'a pas le même statut que les lois précédentes : ce n'est pas une loi expérimentale mais une hypothèse, postulant la nature atomique de la matière à une époque où cette hypothèse atomique était purement spéculative. Elle résultait toutefois de résultats expérimentaux, connus depuis Lavoisier, sur la dissociation et la synthèse de gaz tels que la vapeur d'eau et l'acide chlorhydrique.
L'hypothèse d'Avogadro-Ampère n'a pris force de loi qu'à la fin du XIXe siècle, à la suite des succès de la théorie cinétique des gaz (1866) et lorsque de multiples résultats d'expériences, dont la détermination du nombre d'Avogadro par Jean Perrin (1900), conduisirent à considérer l'hypothèse atomique comme un fait expérimental.

### Loi de Dalton
La loi de Dalton (ou loi des pressions partielles) établit que la pression d'un mélange de gaz parfaits dans un volume {\displaystyle V} et à une température {\displaystyle T} est la somme des pressions partielles des {\displaystyle k} composants du mélange :
{\displaystyle P_{\text{total}}=P_{1}+P_{2}+P_{3}+\cdots +P_{k}=\sum _{i=1}^{k}P_{i}}
où {\displaystyle P_{i}=n_{i}RT/V} est la pression partielle du constituant {\displaystyle i}, c'est-à-dire la pression qu'aurait ce gaz s'il occupait seul le volume {\displaystyle V} à la température {\displaystyle T}.

### Loi d'Amagat
La loi d'Amagat (ou loi d'additivité des volumes) établit que le volume d'un mélange de gaz parfaits à la pression {\displaystyle P} et à la température {\displaystyle T} est la somme des volumes partiels des {\displaystyle k} composants du mélange :
{\displaystyle V_{\text{total}}=V_{1}+V_{2}+V_{3}+\cdots +V_{k}=\sum _{i=1}^{k}V_{i}}
où {\displaystyle V_{i}=n_{i}RT/P} est le volume partiel du constituant {\displaystyle i}, c'est-à-dire le volume qu'aurait ce gaz seul à la pression {\displaystyle P} et à la température {\displaystyle T}.